# خوردین

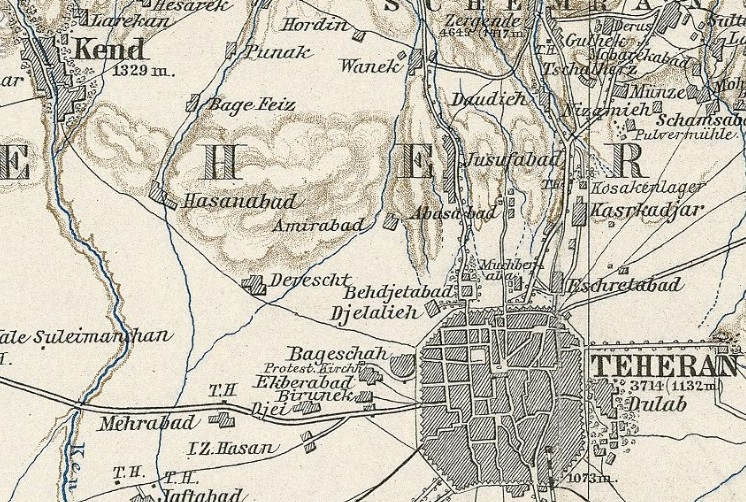
موقعیت روستای خوردین در نقشه سال ۱۲۷۹ خورشیدی. نام خوردین (Hordin) در بالای نقشه موجود است. (شهر قدیم تهران در پایین نقشه)

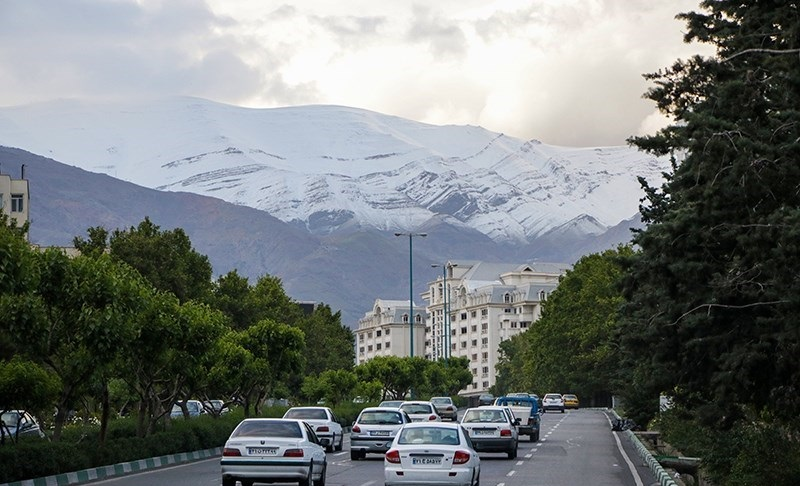
خیابان خوردین

خوردین محله‌ای در منطقه ۲ شهرداری تهران است که در شمال غرب تهران واقع شده‌است.
این محلهٔ نسبتاً کوچک، بین محله‌های مشهور شهرک غرب و سعادت آباد قرار دارد و گاهی به اشتباه بخشی از آن‌ها به حساب می‌آید. نام این محله از روستای تاریخی خوردین گرفته شده‌است اما به علت اینکه بیشتر خیابان‌های این محله با واژه توحید نامگذاری شده‌اند، این محله میان مردم با این نام نیز معروف است.
روستای خوردین یکی از روستاهای نزدیک به تهران قدیم بوده‌است. محله شهرک غرب روی این روستای قدیمی بنا شده‌است. اکنون ممکن است شهرسازی جدید شهرک غرب برای بسیاری از مردم این تصور را ایجاد کند که این محله تهران هیچ نماد تاریخی و قدیمی ندارد، در حالی که بلوار خوردین (یکی از بلوارهای اصلی شهرک غرب) که میدان صنعت را به خیابان‌های ایران زمین، هرمزان و بلوار دادمان (پونک باختری) متصل کرده، در روزگار قدیم روستایی خوش آب و هوا به همین نام بود؛ روستایی که هنوز می‌توان آثارش را در درخت‌های تنومند حاشیه بلوار و شرشر جوی زلال بازمانده از قنات روستا دید؛ روستایی که سالهاست فراموش شده و از آن جز نامش یعنی خوردین چیزی نمانده‌است.

## موقعیت و تاریخچه
روستای خوردین در شش کیلومتری جنوب شرقی امامزاده صالح فرحزاد و دو کیلومتری ده ونک قرار داشت. در کتب تاریخی، از این محل با نام‌های «خوردین» یا «خُوَردین» به معنای تپه و برجستگی زمین یاد شده‌است.
طبق کتاب جغرافیای تهران این روستا ۸۵ نفر سکنه داشت که همه مسیحی بودند. ده خوردین در دوره ناصرالدین شاه نخست جزو املاک مستوفی‌الممالک بود که درختان کهنسالش به ویژه در باغ مشهورش هنوز باقی مانده‌اند. سپس وقف استان قدس رضوی شد اما در دوره سلطنت رضا شاه به مالکیت دولت درآمد.

## تحولات سریع شهرسازی
زمین‌های این روستا از دهه ۱۳۴۰ خورشیدی تفکیک شدند و از اوایل دهه ۵۰، شرکت‌های بزرگ ساختمان‌سازی خارجی و داخلی شروع به احداث بناهای گوناگون در آن کردند. شهرنشینی و زندگی مدرن در محله شهرک غرب با سرعتی باورنکردنی پیش رفت و از ده تاریخی خوردین جز نامی روی تابلو چیزی باقی نماند.
فازهای مختلف طرح شهرک غرب به سرعت اجرا شدند و خیابان‌ها و بلوارهای عریض و منظم روی بقایای کوچه باغ‌های خوردین را گرفتند، تا جایی که امروز عابران پیاده و سواره ناآگاه که بلوار خوردین را طی می‌کنند تا به مقصدشان برسند، حتی یک لحظه هم به ذهنشان خطور نمی‌کند دارند از دل روستای خوش آب و هوایی می‌گذرند که صدای آب قناتش هنوز از امتداد خیابان شنیده می‌شود.

## میراث تاریخی
باغ اربابی خوردین و قنات خوردین میراث تاریخی شهرک غرب هستند که امروز حصار کشی شده و ورود عموم در آن ممنوع است. قسمتی از باغ دست واحد عمران شهرک غرب است و قسمت دیگر آن در سال ۱۳۷۸ به آستان قدس رضوی واگذار شده‌است. باغ در اختیار آستان قدس رضوی، در دوره تولیت سید ابراهیم رئیسی از سال ۱۳۹۷، با عنوان «پردیس تربیتی توانا» به کاربری تربیتی و فرهنگی برای اردوهای کودک و نوجوان اختصاص یافته هر چند مأموریت اصلی آن شناسایی و ارزیابی و معرفی الگوهای تربیتی به ویژه با رویکرد تربیت دینی است.هم اکنون سازمان موقوفات آستان قدس رضوی در تهران و البرز در انجا استقرار دارد

## پاتوق زرتشتیان
باغ معروف خوردین و باغ‌های اطراف آن در گذشته یکی از پاتوق‌های اصلی زرتشتیان تهران بود که در جشن‌هایی چون سیزده به در، به خوردین می‌آمدند. هنوز هم چند درخت کهنسال مشهور از آن زمان‌ها مانده‌است که زرتشتیان کتاب‌های مذهبی خود را روی آن‌ها می‌گذاشتند.

## محله نوساز خوردین
پس از انقلاب ایران (۱۳۵۷) و به وجود آمدن محلات جدید در منطقه ۲ شهرداری تهران، محله نوسازی در شمال بلوار دادمان (مرز شمالی محله شهرک غرب) شکل گرفت؛ محله جدید از نظر جغرافیایی جای روستای خوردین ساخته نشده بود، امّا به خاطر هویت بخشی به محله و حفظ نام تاریخی روستای خوردین، نام این محله را نیز خوردین گذاشتند.